# Survivor Series 2014
Survivor Series (2014) was een professioneel worstel-pay-per-view (PPV) en WWE Network evenement dat georganiseerd werd door WWE. Het was de 28e editie van Survivor Series en vond plaats op 23 november 2014 in het Scottrade Center in Saint Louis, Missouri. Het evenement stond bekend van de debuut makende en voormalige World Championship Wrestling (WCW) worstelaar Sting.

## Wedstrijden
| Nr. | Match | Winnaar(s)                   | Opmerkingen                                                   | Bron  |
| --- | --- | ---------------------------- | ------------------------------------------------------------- | ----- |
| 1P  | Fandango (met Rosa Mendes) vs. Justin Gabriel | Fandango                     | Een-op-een match.                                             | [ 2 ] |
| 2P  | Jack Swagger (met Zeb Colter) vs. Cesaro | Jack Swagger                 | Een-op-een match.                                             | [ 2 ] |
| 3   | Damien Mizdow & The Miz vs. Goldust & Stardust (c) vs. Los Matadores (Diego & Fernando) (met El Torito) vs. The Usos (Jimmy & Jey Uso)                                                                            | Damien Mizdow & The Miz (nc) | Fatal 4-Way tag team match voor het WWE Tag Team Championship | [ 2 ] |
| 4   | Team Natalya (Natalya, Alicia Fox, Emma & Naomi) (met Tyson Kidd) vs. Team Paige (Paige, Cameron, Layla & Summer Rae)                                                                                             | Team Natalya                 | 4-tegen-4 Survivor Series elimination match.                  | [ 2 ] |
| 5   | Bray Wyatt vs. Dean Ambrose | Bray Wyatt                   | Een-op-een match. Wyatt won door diskwalificatie              | [ 2 ] |
| 6   | Adam Rose & The Bunny vs. Slater-Gator (Heath Slater & Titus O'Neil) | Adam Rose & The Bunny        | Tag team match.                                               | [ 2 ] |
| 7   | Nikki Bella (met Brie Bella) vs. AJ Lee (c) | Nikki Bella (nc)             | Een-op-een match voor het WWE Divas Championship.             | [ 2 ] |
| 8   | Team Cena (John Cena, Dolph Ziggler, Erick Rowan, Big Show & Ryback) vs. Team Authority (Seth Rollins, Kane, Luke Harper, Mark Henry & Rusev) (met Jamie Noble, Joey Mercury, Lana, Stephanie McMahon & Triple H) | Team Cena                    | 5-tegen-5 Survivor Series elimination match.                  | [ 2 ] |

1Triple H (de C.O.O.) kondigde eerder aan dat "als Team Cena zou verliezen, ieder teamlid van Team Cena ontslagen zou worden, behalve John Cena zelf" (dit om de andere leden van Team Cena af te schrikken en de druk bij Cena hoger te leggen, dat hij verantwoordelijk zou zijn voor zijn teamleden), echter kondigde Vince McMahon (de voorzitter/eigenaar van de WWE) tijdens de RAW aflevering van 17 november aan dat hij een stipulatie toevoegde, dit was: "als Team Authority zou verliezen, dat die (Triple H & Stephanie McMahon) dan al hun zeggenschap zouden verliezen"

### Eliminaties van Team Fox vs. Team Paige
| Eliminatie   | Worstelaar                                  | Team                                        | Geëlimineerd door                           | wijze van eliminatie                        |
| ------------ | ------------------------------------------- | ------------------------------------------- | ------------------------------------------- | ------------------------------------------- |
| 1            | Cameron                                     | Team Paige                                  | Naomi                                       | gepinned na een Backlund Bridge             |
| 2            | Layla                                       | Team Paige                                  | Alicia Fox                                  | gepinned na een Tilt a whirl backbreaker    |
| 3            | Summer Rae                                  | Team Paige                                  | Emma                                        | submissie na een Emmalock                   |
| 4            | Paige                                       | Team Paige                                  | Natalya                                     | gepinned na een Leg drop bulldog            |
| Survivor(s): | Naomi, Alicia Fox, Emma, Natalya (Team Fox) | Naomi, Alicia Fox, Emma, Natalya (Team Fox) | Naomi, Alicia Fox, Emma, Natalya (Team Fox) | Naomi, Alicia Fox, Emma, Natalya (Team Fox) |

### Eliminaties van Team Cena vs. Team Authority
| Eliminatie   | Worstelaar                | Team                      | Geëlimineerd door         | wijze van eliminatie |
| ------------ | ------------------------- | ------------------------- | ------------------------- | --- |
| 1            | Mark Henry                | Team Authority            | Big Show                  | gepinned na een KO punch |
| 2            | Ryback                    | Team Cena                 | Rusev                     | gepinned na een curb stomp (van Seth Rollins) & jumping side kick (van Rusev)                                                        |
| 3            | Rusev                     | Team Authority            | Dolph Ziggler             | via een Count-out nadat hij door de Spaanse commentator tafel sprong                                                                 |
| 4            | Erick Rowan               | Team Cena                 | Luke Harper               | gepinned na een diving high knee (van Rollins) en een discus clothesline                                                             |
| 5            | John Cena                 | Team Cena                 | Seth Rollins              | gepinned na een KO Punch (die zijn eigen teamgenoot Big Show hem gaf)                                                                |
| 6            | Big Show                  | Team Cena                 | Seth Rollins              | via een Count-out (nadat Big Show zijn team had verraden en van de ring wegliep)                                                     |
| 7            | Kane                      | Team Authority            | Dolph Ziggler             | gepinned na een superkick & Zig zag                                                                                                  |
| 8            | Luke Harper               | Team Authority            | Dolph Ziggler             | gepinned na een Roll-up |
| 9            | Seth Rollins              | Team Authority            | Dolph Ziggler             | gepinned na tussenkomst van Sting, omdat Triple H steeds probeerde de wedstrijd te beïnvloeden door de scheidrechters weg te trekken |
| Survivor(s): | Dolph Ziggler (Team Cena) | Dolph Ziggler (Team Cena) | Dolph Ziggler (Team Cena) | Dolph Ziggler (Team Cena) |